# Coccidioides posadasii
Coccidioides posadasii M.C. Fisher, G.L. Koenig, T.J. White & J.W. Taylor – gatunek grzybów należący do klasy Eurotiomycetes. Mikroskopijny grzyb dymorficzny, tworzący formę drożdżową i strzępkową. Forma drożdżowa wywołuje u ludzi i zwierząt ogólnoustrojową grzybicę o nazwie kokcydioidomykoza.

## Systematyka i nazewnictwo
Pozycja w klasyfikacji według Index Fungorum: Coccidioides, Onygenaceae, Onygenales, Eurotiomycetidae, Eurotiomycetes, Pezizomycotina, Ascomycota, Fungi.
Po raz pierwszy opisali go w 2002 r. M.C. Fisher, G.L. Koenig, T.J. White & J.W. Taylor na ludziach. Nadana przez nich nazwa naukowa jest aktualna. Gatunek ma wyznaczony holotyp i lektotyp. Ma 14 synonimów. Niektóre z nich:
- Basidiotrichosporon proteolyticum (Negroni & Villafañe) Kock.-Krat., E. Sláviková & Zemek 1977
- Coccidioides esferiformis (Cantón) M. Moore 1932
- Glenosporopsis metamericana (Castell.) Fonseca 1943
- Glenosporopsis meteuropea (Castell.) Fonseca 1928